# حالت آزاد (واحد پردازش مرکزی)
یک پردازنده کامپیوتری به عنوان آزاد توصیف می‌شود، زمانی که توسط هیچ برنامهایی استفاده نشود.
هر برنامه ایی که بر روی سیستم کامپیوتری اجرا می‌شود مقدار مشخصی از زمان پردازش را در پردازنده اشغال می‌کند. اگر پردازنده تمام وظایف را به اتمام برساند، حالت آن آزاد می‌شود.
پردازنده‌های مدرن برای صرفه جویی در مصرف انرژی در حالت آزاد می‌مانند. کاهش سرعت کلاک همراه با کاهش ولتاژ پردازنده و ارسال بخشی از پردازنده به حالت خواب از روش‌های متداول است. در پردازنده‌هایی که دستورالعمل توقف(halt) را دارند که پردازنده را تا زمانی که یک وقفه رخ می‌دهد متوقف می‌کنند، مانند دستورالعمل توقف اکس۸۶، مقدار قابل توجهی از انرژی و گرما را ذخیره می‌شود اگر برنامه ایی که در حالت آزاد است شامل حلقه باشد که دستورهای HLT را مرتباً اجرا می‌کند.
اکثر سیستم عامل‌ها یک فرایند آزاد نمایش داده می‌دهند که یک فرایند خاص است که توسط برنامه‌ریز سیستم عامل بارگذاری می‌شود تنها زمانی که هیچ کاری برای انجام کار کامپیوتر وجود ندارد. فرایند در حلت آزاد (idl) می‌تواند به صورت سخت‌افزاری روی برنامه‌ریز برنامه‌نویسی شده باشد یا می‌تواند به عنوان یک فرایند جداگانه با کمترین اولویت ممکن اجرا شود. مزیت رویکرد دوم این است که برنامه‌هایی که وضعیت سیستم را نظارت می‌کنند می‌توانند فرایند آزاد را در کنار فرایندهای دیگر مشاهده کنند. مانند پردازش آزاد سیستم ویندوز ان‌تی.
بعضی از برنامه‌ها برای استفاده از زمان بیکاری پردازنده طراحی شده‌اند، به این معنی که آنها در اولویت کم اجرا می‌شوند تا به برنامه‌هایی که در اولویت عادی اجرا می‌شوند، تأثیری نداشته باشند. این اجازه می‌دهد برنامه‌های غیر حیاتی پس زمینه تنها زمانی اجرا شود که عملکرد سایر برنامه‌ها را تحت تأثیر قرار نمی‌دهد.